# Teucholabis (Teucholabis) walkeriana
Teucholabis (Teucholabis) walkeriana is een tweevleugelige uit de familie steltmuggen (Limoniidae). De soort komt voor in het Australaziatisch gebied.